# Centro di documentazione del territorio per gli Etruschi
Il Centro di documentazione del territorio per gli Etruschi è un museo archeologico situato nel centro storico di Scarlino.

## Storia
Il museo è stato inaugurato il 22 maggio 2009 per documentare la presenza degli Etruschi nel territorio comunale di Scarlino, in seguito agli scavi che hanno permesso di portare alla luce l'area archeologica di Poggio Tondo, nella zona di Pian d'Alma.

## Edificio
Il centro di documentazione è stato allestito all'interno di una vecchia cantina di un palazzo di origini medievali, appartenuto fino al secolo scorso alla famiglia Guelfi.

## Sale espositive

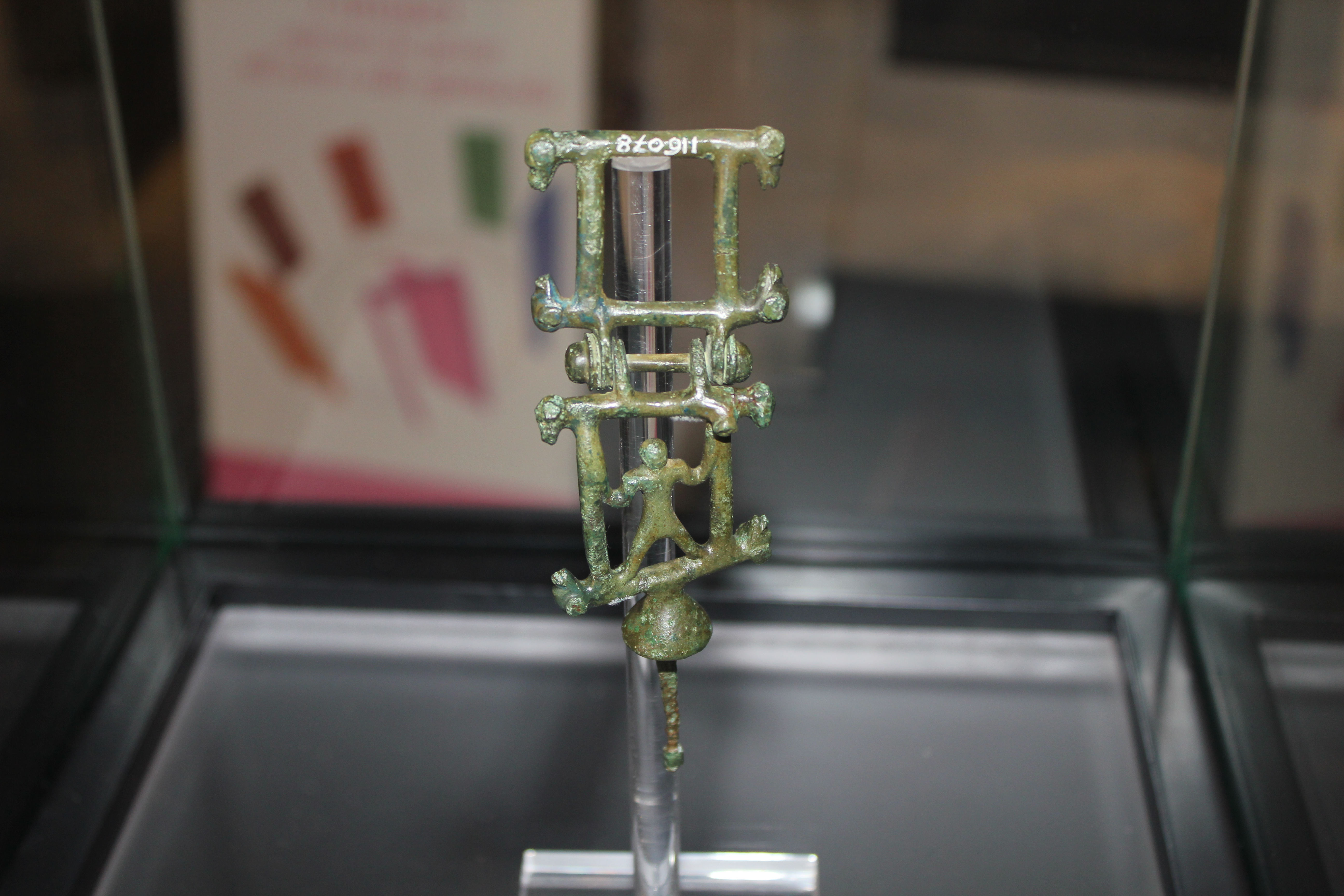
Montatura per cavalli in bronzo dalla canonica di San Michele

Il piccolo museo si articola in due sale dotate di pannelli esplicativi.
La prima sala documenta, tramite una serie di pannelli, la frequentazione etrusca dell'intero territorio comunale di Scarlino: area sepolcrale di Poggio Tondo, fattoria di Poggio Tondo, Valle dell'Alma, Puntone, rocca di Scarlino. Al centro della sala è esposto il pezzo principale del museo: un pezzo di montatura per cavalli in bronzo rinvenuto nell'area dei ruderi della canonica di San Michele, nella piana alle pendici del borgo di Scarlino.
La seconda sala espone, all'interno di quattro teche corredate da pannelli illustrativi, i reperti rinvenuti nelle quattro tombe dell'area della necropoli di Poggio Tondo, databile tra la metà del VII secolo e la metà del VI secolo a.C., antico centro alle dipendenze della città etrusca di Vetulonia.
La tomba del Tamburo, così denominata per la presenza di una struttura in pietre che circoscrive la base del tumulo, ha riportato alla luce vari oggetti riferibili alla toeletta e all'abbigliamento, alcuni aryballoi decorati, armi in metallo (asce), e altri reperti riferibili alle frequentazioni di età ellenistica e medievale. La tomba del Cippo deve il suo nome al cippo funerario a calotta con apice che coronava in origine il tumulo: i reperti sono riconducibili a due differenti sepolture e sono stati riportati alla luce numerosi oggetti riferibili al simposio, come vasi di vario genere in bucchero (kantharoi, kyathoi, oinochoe), e altri all'ornamento personale (contenitori per cosmetici, pissidi, unguentari). Anche la tomba delle Due Porte, così chiamata per i due lastroni che delimitavano lo spazio della sepoltura femminile, ha conservato alcuni oggetti da simposio (vasi in bucchero), per la toeletta e l'ornamento personale (vago di collana in pietra verde, fibula in ferro, unguentari decorati di produzione etrusco-corinzia), ma anche resti di armi (punte di lance in ferro). Infine, sono esposti i reperti rinvenuti nella tomba del Carro, la più atipica tra le sepolture, che trova al centro un grande spazio di sette metri per due dove era stato posto anche un carro come simbolo di prestigio per il defunto, probabilmente un guerriero con un ricco corredo: sono stati rinvenuti numerosi oggetti riferibili al simposio (kyathoi, pissidi, coppe, klykes, un grande kantharos in bucchero), ma anche soprattutto armi e altri segni del rango aristocratico (punte di giavellotto, lame di coltello, tre brocchette in bronzo con intarsio in ferro); una tarda frequentazione medievale ha permesso il ritrovamento anche di un'olla di impasto grezzo.